# A life within a day
A life within a day is vooralsnog het enige studioalbum van Squackett. Squackett is een samenwerkingsverband van Chris Squire van Yes en Steve Hackett (ex-Genesis. Het was Hacketts derde samenwerking met een musicus uit Yes’ gloriedagen. Yes’ drummer Bill Bruford speelde met Genesis mee tijdens de tournee volgend op A Trick of the Tail, Yes-gitarist Steve Howe speelde samen met Hackett in de band GTR. Het album werd al vroeg aangekondigd, maar de zowel Squire als Hackett hadden steeds andere werkzaamheden. Na het album gingen beiden ieder hun eigen weg, Squire weer met Yes en Hackett met zijn Genesis Revisited-serie.  De muziek beluisterend valt de grote invloed van Hackett op de muziek op. 

## Musici
- Chris Squire – basgitaar, zang
- Steve Hackett – gitaar, zang, mondharmonica
- Roger King – toetsinstrumenten
- Jeremy Stacey – slagwerk
- Amanda Lehmann - achtergrondzang

## Muziek
| Nr. | Titel                                                                      | Duur |
| --- | -------------------------------------------------------------------------- | ---- |
| 1.  | A life within a day (Hackett, Squire, King)                                | 6:36 |
| 2.  | Tall ships (Hackett, Squire, King)                                         | 6;18 |
| 3.  | Divided self (Hackett, Squire, King, Nick Clabburn)                        | 4:06 |
| 4.  | Aliens (Hackett, Squire, King, Healy)                                      | 5;32 |
| 5.  | Sea of smiles (Hackett, Squire, King)                                      | 5;25 |
| 6.  | The summer backwards (Hackett, Squire, King)                               | 3:01 |
| 7.  | Stormchaser (Hackett, Squire, King)                                        | 5;27 |
| 8.  | Can’t stop the rain (Hackett, Squire, King, Gerard Johnson, Simon Sessler) | 5;48 |
| 9.  | Perfect love song (Hackett, Squire, King, Johnson)                         | 4:04 |

Aliens was origineel geschreven voor een album van Yes, Stormchaser bevat een King Crimsonriff.